# Johannes Bach
Johannes Bach, znany też jako Hans Bach, (ur. ok. 1550 w Wechmar, zm. 1626 tamże) – syn Veita Bacha, założyciela muzycznej rodziny Bachów.
Przed 1567 Johannes Bach otrzymał posadę trębacza miejskiego na zamku Schloss Grimmenstein w Gocie. Jako muzyk podróżował po miastach Turyngii (Arnstadt, Erfurt, Eisenach, Schmalkalden i Suhl). Zmarł przypuszczalnie podczas wojny trzydziestoletniej. W księdze pogrzebowej Günthersleben-Wechmar odnotowany jako „Hanss Bach ein Spielmann” (pol. Hans Bach – muzyk).
Johannes Bach miał trzech synów, z których średni, Christoph, był dziadkiem Johanna Sebastiana Bacha.